# When Night Falls
When Night Falls (Wo hai you hua yao shou) è un film del 2012 diretto da Liang Ying.

## Riconoscimenti
- 2012 - Festival di Locarno
  - Pardo d'Argento per la miglior regia